# N31 (Demokratische Republik Kongo)
Die N31 ist eine Fernstraße in der Demokratischen Republik Kongo, die in Lubutu beginnt und in Kasongo endet. In Lubutu zweigt sie von der N3 ab und endet in Kassongo an der Zufahrt zu der N2. Sie ist 589 Kilometer lang.